# Odolanów (gmina)
Odolanów – gmina miejsko-wiejska w województwie wielkopolskim, w powiecie ostrowskim z siedzibą w Odolanowie. W latach 1975–1998 gmina położona była w województwie kaliskim.
Według danych z 1 stycznia 2020 roku gmina liczyła 14 655 mieszkańców; zamieszkuje ją 9,1% (2020) ludności powiatu ostrowskiego.

## Położenie
Według danych z 1 stycznia 2020 roku powierzchnia gminy Odolanów wynosiła 136,09 km².
Gmina położona jest w zachodniej części powiatu ostrowskiego, w Kotlinie Odolanowskiej, w południowej Wielkopolsce. Leży na terenie obszarów objętych ochroną przyrody Natura 2000.
Gmina graniczy z miastem Sulmierzyce oraz gminami: Milicz (woj. dolnośląskie), Ostrów Wielkopolski, Przygodzice i Sośnie.

## Środowisko naturalne

### Lasy
W 2017 roku powierzchnia lasów na terenie gminy wynosiła 2935,13 ha, co stanowi lesistość na poziomie 21,6%.

### Wody
- Barycz
- Kuroch
- Olszówka
- Świeca
- Wiesiołek
- Zimna Woda
- Złotnica

### Obszary chronione
- Dąbrowy Krotoszyńskie
- Park Krajobrazowy „Dolina Baryczy”

## Zabytki i miejsca historyczne
| Miejscowość      | Nazwa                                                     | Wybudowany | Zdjęcie | Wpis do rejestru zabytków   |
| ---------------- | --------------------------------------------------------- | ---------- | ------- | --------------------------- |
| Odolanów         | Układ urbanistyczny oraz archeologiczne warstwy kulturowe | XIV w.     |         | 666/A z 15.04.1993          |
| Odolanów         | Kościół ewangelicki                                       | 1770–1780  |         | 519/A z 31.12.1990          |
| Odolanów         | Kościół cmentarny pw. św. Barbary                         | 1784       |         | kl.IV-73/61/54 z 19.05.1954 |
| Odolanów         | Kościół pw. św. Marcina                                   | 1794       |         | kl.IV-73/56/54 z 19.05.1954 |
| Odolanów         | Neogotycki ratusz                                         | 1898–1899  |         | brak                        |
| Odolanów         | Wieża ciśnień                                             | 1903       |         | brak                        |
| Odolanów         | Pomnik św. Marcina                                        | 1999       |         | brak                        |
| Boników          | Krzyż Pawła Brylińskiego                                  | XIX w.     |         | brak                        |
| Raczyce          | Krzyż Pawła Brylińskiego                                  | XIX w.     |         | brak                        |
| Tarchały Wielkie | Krzyż Pawła Brylińskiego                                  | XIX w.     |         | brak                        |
| Kuroch           | Krzyż Pawła Brylińskiego                                  | XIX w.     |         | brak                        |
| Nabyszyce        | Krzyż Pawła Brylińskiego                                  | XIX w.     |         | brak                        |

## Demografia

### Ludność
| Liczba mieszkańców gminy Odolanów według danych GUS | Liczba mieszkańców gminy Odolanów według danych GUS | Liczba mieszkańców gminy Odolanów według danych GUS | Liczba mieszkańców gminy Odolanów według danych GUS | Liczba mieszkańców gminy Odolanów według danych GUS |
| Rok (stan na 1 stycznia)                            | Liczba ludności                                     | Przyrost                                            | Gęst. zaludnienia [os./km²]                         | Powierzchnia [km²]                                  |
| --------------------------------------------------- | --------------------------------------------------- | --------------------------------------------------- | --------------------------------------------------- | --------------------------------------------------- |
| 2012                                                | 14 274                                              | –                                                   | 105                                                 | 136,09                                              |
| 2013                                                | 14 318                                              | 44                                                  | 105                                                 | 136,09                                              |
| 2014                                                | 14 393                                              | 75                                                  | 106                                                 | 136,09                                              |
| 2015                                                | 14 432                                              | 39                                                  | 106                                                 | 136,09                                              |
| 2016                                                | 14 446                                              | 14                                                  | 106                                                 | 136,09                                              |
| 2017                                                | 14 501                                              | 55                                                  | 107                                                 | 136,09                                              |
| 2018                                                | 14 605                                              | 104                                                 | 107                                                 | 136,09                                              |
| 2019                                                | 14 628                                              | 23                                                  | 107                                                 | 136,09                                              |
| 2020                                                | 14 655                                              | 27                                                  | 108                                                 | 136,09                                              |

| Wskaźnik maskulinizacji (stan na 1 stycznia 2020) | Wskaźnik maskulinizacji (stan na 1 stycznia 2020) | Wskaźnik maskulinizacji (stan na 1 stycznia 2020) | Wskaźnik maskulinizacji (stan na 1 stycznia 2020) | Wskaźnik maskulinizacji (stan na 1 stycznia 2020) |
| Opis                                              | Ogółem                                            | Ogółem                                            | Kobiety                                           | Mężczyźni                                         |
| ------------------------------------------------- | ------------------------------------------------- | ------------------------------------------------- | ------------------------------------------------- | ------------------------------------------------- |
| populacja                                         | 14 655                                            | 100%                                              | 50,0%                                             | 50,0%                                             |

## Gospodarka
Najważniejszą gałęzią gospodarki gminy jest wydobycie w miejscowości Garki i Tarchały Wielkie gazu ziemnego oraz jego przeróbka w Odolanowie. Poza tym dobrze rozwinięty jest przemysł spożywczy (Odolanów), handel i usługi. Znaczna powierzchnia gruntów nie nadających się pod uprawy powoduje, że rolnictwo ma w tej gminie mniejsze znaczenie niż w gminach sąsiednich.
Istotna w gminie jest turystyka – Odolanów jest bazą wypadową do Parku Krajobrazowego Dolina Baryczy.
Według raportu Ministerstwa Finansów (po trzech kwartałach 2017 roku) gmina Odolanów, znalazła się w pierwszej setce (95. miejsce) najbardziej zadłużonych gmin w Polsce w przeliczeniu na jednego mieszkańca.

## Transport

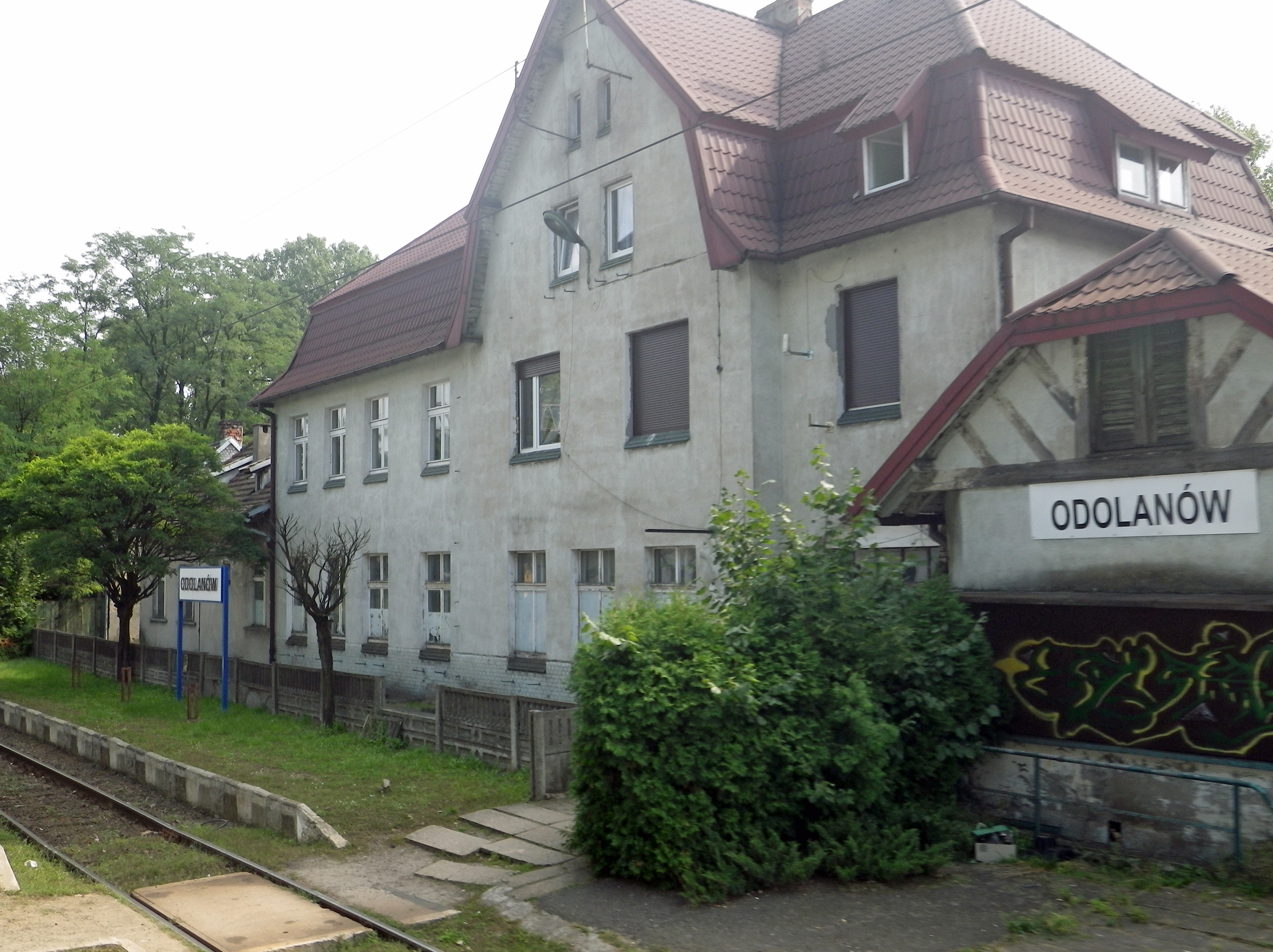
Dworzec kolejowy w Odolanowie

### Transport drogowy
Drogi wojewódzkie
- 444 Krotoszyn – Odolanów – Ostrzeszów
- 445 Ostrów Wielkopolski – Odolanów

### Transport kolejowy
- 355 Ostrów Wielkopolski ↔ Grabowno Wielkie

## Miejscowości
| - Odolanów - Baby - Boników - Garki - Gliśnica - Gorzyce Małe - Huta - Kaczory - Nabyszyce - Nadstawki - Raczyce - Świeca – dwa sołectwa Świeca I i Świeca II - Tarchały Małe - Tarchały Wielkie - Uciechów - Wierzbno | - Biadaszki - Boników - Grochowiska - Kuroch - Lipiny - Papiernia - Trzcieliny - Wisławka |